# Mecistoptera pallidicosta
Mecistoptera pallidicosta är en fjärilsart som beskrevs av George Francis Hampson 1898. Mecistoptera pallidicosta ingår i släktet Mecistoptera och familjen nattflyn. Inga underarter finns listade i Catalogue of Life.